# La Faja (Corresa)
La Faja (en francès Lafage-sur-Sombre) és un municipi francès situat al departament de la Corresa i a la regió de la Nova Aquitània.

## Demografia
| 1962                                       | 1968 | 1975 | 1982 | 1990 | 1999 | 2007 |
| ------------------------------------------ | ---- | ---- | ---- | ---- | ---- | ---- |
| 139                                        | 207  | 158  | 162  | 159  | 116  | 121  |
| Des de 1962: població sense dobles comptes |      |      |      |      |      |      |

## Administració
| Període   | Identitat            | Partit |
| --------- | -------------------- | ------ |
| 2001-2008 | Bertrand Chassagnard | UMP    |
| 2008-     | Paule Busson         |        |